# Manosfera
La manosfera o androsfera è un gruppo eterogeneo di comunità online che include gli attivisti per i diritti degli uomini, gli incel (parola macedonia dall'inglese involuntary celibate, lett. "celibe involontario"), i "Men Going Their Own Way" (MGTOW), i Pick-Up Artist (PUA) e i gruppi per i diritti dei padri. 
Sebbene le specifiche ideologie di ciascun gruppo a volte siano differenti tra loro, questi movimenti sono generalmente accomunati dalla convinzione che la società sia discriminatoria nei confronti degli uomini, a causa dell'influenza del femminismo, e che il femminismo promuova misandria sistematica (odio nei confronti degli uomini).
L'accettazione di queste idee viene descritta dalla frase "prendere la pillola rossa" (redpill, da cui il termine "redpillati") una metafora mutuata dal film Matrix.
La manosfera talvolta si interseca con le comunità di estrema destra e alt-right. Alcuni ricercatori la hanno anche associata a diversi casi di cyberbullismo e alla radicalizzazione degli uomini verso credenze misogine, quali la glorificazione della violenza contro le donne. Alcune fonti hanno associato la radicalizzazione basata sulla manosfera con le sparatorie di massa motivate dalla misoginia.
La manosfera ha ricevuto una significativa copertura mediatica in seguito al massacro di Isla Vista in California del 2014, alla sparatoria all'Umpqua Community College in Oregon del 2015 e all'attentato di Toronto del 23 aprile 2018, nonché alla campagna di molestie online contro le donne avvenuta nell'industria videoludica, evento noto con il nome di Gamergate.

## Storia
Le radici della manosfera affondano nel movimento di liberazione maschile degli anni '70 e '80 che cominciò come una critica della natura limitante dei ruoli tradizionali di genere maschile. Tuttavia, negli anni '70 il nascente movimento per i diritti degli uomini cominciò ad attribuire i problemi vissuti dagli uomini al femminismo e all'emancipazione femminile. L'esperta di media Debbie Ging sostiene che la crescita del World Wide Web abbia permesso la diffusione di un antifemminismo "virulento", della misoginia e della retorica violenta associata. Si ritiene il termine "manosfera" sia un gioco di parole tra "man" e "blogosfera", sia comparso per la prima volta su Blogspot nel 2009. Successivamente il lemma è diventato popolare grazie a Ian Ironwood, un venditore di materiale pornografico che ha raccolto una serie di blog e forum in forma di libro dal titolo The Manosphere: A New Hope For Masculinity. Il termine è entrato nel lessico popolare quando i media hanno iniziato ad adoperarlo in storie di uomini che avevano commesso atti di violenza misogina, aggressioni sessuali e molestie online.
La giornalista Emma A. Jane identifica il periodo compreso tra la fine degli anni 2000 e l'inizio degli anni 2010 come un "punto di svolta", in cui le comunità della manosfera si sono spostate dai margini di Internet al mainstream. 
Secondo la sua ipotesi, ciò è dovuto all'avvento del Web 2.0 e all'ascesa dei social media, uniti alla misoginia sistemica persistente all'interno della cultura patriarcale. Jane scrive che la manosfera era già ben consolidata al tempo della controversia Gamergate nel 2014, e che il linguaggio misogino, proprio come le minacce di stupro grafiche contro le donne in questione, furono mosse da uomini non necessariamente identificati con gruppi associati al mondo della manosfera.
Dopo la vittoria di Donald Trump alle elezioni presidenziali negli Stati Uniti d'America del 2024, l'Associated Press ha riferito che un manoscritto "incoraggiato" dalla manosfera ha sfruttato la vittoria di Trump "per giustificare e amplificare la derisione misogina e le minacce online" e che la manosfera non poteva più essere considerato come fenomeno relegato esclusivamente alla rete. L'Associated Press ha riferito frasi misogine presumibilmente riferibili alla manosfera si erano spostate offline, "con i ragazzi che le cantavano nelle scuole medie o gli uomini che le indirizzavano alle donne nei campus universitari", così come ha evidenziato la presenza alla Texas State University di un uomo con un cartello con su scritto "Le donne sono proprietà".

## Temi e ideologia
Alcuni gruppi all'interno della manosfera hanno relazioni conflittuali tra loro. Ging scrive che sottogruppi come MRA e PUA "esasperano le loro differenze nell'esposizione di atteggiamenti di lotta interna, nonostante le loro filosofie siano quasi identiche".
All'interno di alcune fazioni della manosfera le femministe vengono descritte come colpevoli, in quanto ignorano le vittime maschili di aggressioni sessuali e diffondono false accuse di stupro contro gli uomini, concentrandosi quindi sulla promozione della misoginia.  
Al di là di posizioni estreme come questa, che a volte risultano essere differenti tra loro, l'ideologia generale dei gruppi della manosfera si concentra perlopiù sulla promozione della mascolinità e dell'antifemminismo.   
La criminologa Lisa Sugiura, nello spirito di una revisione globale del fenomeno, scrive che, al netto di estremisti, i gruppi disparati all'interno della manosfera sono "uniti dalla convinzione centrale che i valori femminili, promossi dal femminismo, dominino la società e promuovano un'ideologia 'misandrista' che deve essere rovesciata". 

### Gergo
La manosfera ha il suo gergo specifico. L’idea di misandria (odio o pregiudizio contro gli uomini) è comunemente discussa, come equivalente della misoginia e come modo per negare l’esistenza del sessismo. 
Una delle teorie più conosciute nella manosfera è quella della pillola rossa, una metafora presa in prestito dal film Matrix. Tale teoria stabilisce che la società sia globalmente permeata dal femminismo e dunque che le persone di sesso femminile siano inconsciamente o meno prevenute o pregiudizievoli nei confronti degli uomini. Gli utenti della manosfera credono in particolare che le femministe e il politicamente corretto nascondano questa realtà e che gli uomini siano vittime che devono lottare per proteggersi.   
Accettare l'ideologia della manosfera è descritto come "prendere la pillola rossa" (a volte abbreviata TRP ), e coloro che non lo hanno fatto sono visti come "blupillati". Tale terminologia ha avuto origine nel subreddit antifemminista /r/TheRedPill ed è stata poi ripresa dai siti per i diritti degli uomini e MGTOW.  
Tra gli MRA e i PUA è poi noto l'argomento "alpha fux beta bux". Esso stabilisce che gli uomini sono comunemente divisi in maschi "alfa" e "beta", facendo riferimento ad un quadro di psicologia evolutiva. Le donne sono programmate per desiderare il sesso con gli "alfa", che sono visti come sessualmente dominanti e attraenti per le donne, ma si accoppieranno con i maschi "beta" per benefici economici.

### Movimenti associati
La manosfera si interseca talvolta alle ideologie della supremazia bianca e dell’estrema destra, compreso il movimento alt-right neoreazionario e nazionalista bianco. Donna Zuckerberg scrive che molti membri dell'alt-right sono Pick-Up Artist (letteralmente "artisti del rimorchio") o MGTOW, e "il controllo della sessualità delle donne bianche è una delle loro principali preoccupazioni". 
Il livello dell’antifemminismo all’interno di queste comunità varia, alcune hanno un livello di antifemminismo moderato e altre glorificano in modo più accentuato la misoginia. 
Anche il razzismo e la xenofobia sono comuni tra i gruppi della manosfera e le minacce percepite contro la civiltà occidentale sono un argomento popolare. Tracie Farrell dell'Open University e i suoi colleghi scrivono che oltre agli "uomini bianchi arrabbiati" associati all'alt-right, la manosfera contiene anche "uomini di colore, che lottano contro un razzismo sistemico che si estende agli ideali di bellezza e allo status".

### Radicalizzazione e violenza
La manosfera è stata associata alle molestie online, alla radicalizzazione degli uomini verso credenze misogine e alla glorificazione della violenza contro le donne. Alcune fonti hanno associato la radicalizzazione basata sulla manosfera con le sparatorie di massa motivate dalla misoginia. 
Robin Mamié dell'École Polytechnique Fédérale de Lausanne e colleghi associano la radicalizzazione verso ideologie di estrema destra attraverso la manosfera con l’idea del canale alt-right.

## Siti web
La manosfera comprende vari siti web, blog e forum online.  
I siti più noti includono il subreddit /r/TheRedPill, Return of Kings e A Voice for Men, così come (gli ormai defunti) PUAHate e SlutHate.
Reddit è un luogo di ritrovo popolare per i sostenitori della manosfera e diversi forum sul sito sono orientati verso le sue idee.
Tuttavia, alla fine degli anni 2010 e nel 2020, Reddit ha iniziato ad adottare misure per scoraggiare i subreddit più estremisti della manosfera. 
Alcuni sono stati bannati, come /r/incels (bannato nel 2017), il suo successore /r/braincels (bannato nel 2018) e /r/MGTOW (bannato nell'agosto 2021); altri subreddit come /r/TheRedPill sono stati "messi in quarantena", il che significa che agli utenti viene visualizzato un avviso sul contenuto del subreddit e gli utenti devono effettuare l'accesso prima di potervi accedere.  
Di conseguenza, alcune di queste comunità hanno trovato nuove sedi su siti web come Gab, con politiche meno restrittive sull'hate speech.

## Nella cultura di massa
La manosfera ha ricevuto una copertura significativa dai media per la sua associazione con attacchi violenti di alto profilo, tra cui il Massacro di Isla Vista in California del 2014, la sparatoria all'Umpqua Community College in Oregon del 2015 e l'Attentato di Toronto del 23 aprile 2018, così come fenomeni come l'abuso online sostenuto nei confronti dei membri femminili della comunità dei videogiochi che è diventato noto come Gamergate.   
Dopo la sparatoria di Isla Vista, si è scoperto che l'assassino Elliot Rodger era un partecipante attivo al forum manosphere PUAHate. In seguito all'attacco, Dewey scrisse che, sebbene la manosfera non fosse da biasimare per l'attacco di Rodger, "la retorica misogina di Rodger sembra innegabilmente influenzata dalla manosfera". 
Il sociologo Michael Kimmel ha sostenuto che "sarebbe facile sostenere che la manosfera ha spinto [Rodger] a fare questo. Penso che quei posti siano una specie di conforto. Forniscono una specie di spogliatoio, un posto dove i ragazzi possono lamentarsi di tutte le cose brutte che vengono fatte loro dalle donne".
Arthur Goldwag ha descritto la manosfera durante l'edizione del Southern Poverty Law Center's Intelligence Report della primavera 2012 come un "mondo sotterraneo di misogini, odiatori di donne, la cui furia va ben oltre la critica al sistema giudiziario della famiglia, alle leggi sulla violenza domestica e alle false accuse di stupro... [che sono] devoti ad attaccare praticamente tutte le donne (o, almeno, quelle occidentalizzate)."
Ha aggiunto un avvertimento più tardi quell'anno, dicendo: "Va menzionato che l'SPLC non ha etichettato gli MRA come membri di un movimento d'odio; né il nostro articolo ha affermato che le lamentele che esprimono sui loro siti web - false accuse di stupro, rovinosi accordi di divorzio e simili - sono tutte prive di merito. Ma abbiamo chiamato in causa esempi specifici di misoginia e la minaccia, palese o implicita, di violenza."  
Nel 2018, l'SPLC ha aggiunto la supremazia maschile come una categoria che tiene traccia nel suo elenco di gruppi d'odio. Il gruppo anti-estremismo britannico Hope not Hate ha incluso la manosfera nel suo rapporto del 2019 sullo stato dell’odio.

### Annotazioni
1. ↑  Anche detta uomosfera[1] o maschiosfera[2]

### Riferimenti
1. ↑   Agnieszka Graff, Uomosfera, la rivolta dei maschi umiliati, su ingenere.it, 30 gennaio 2020.
2. ↑   Claire Legros, Il preoccupante ritorno del mascolinismo, traduzione di Francesca Spinelli, Internazionale, 31 ottobre 2024.
«Grazie agli algoritmi, le rappresentazioni che circolano all’interno di questa maschiosfera [...]»
3. 1 2 3  (EN) Christa Hodapp, Men's Rights, Gender, and Social Media, Lexington Books, 2017, ISBN 978-1-49-852617-3.
4. 1 2 3 4 5  (EN) Lisa Sugiura, The Emergence and Development of the Manosphere, in The Incel Rebellion: The Rise of the Manosphere and the Virtual War Against Women, Bingley, Emerald Publishing Limited, 2021,  pp. 15–36, DOI:10.1108/978-1-83982-254-420211004, ISBN 978-1-83982-254-4.
5. 1 2  (EN) Callum Jones, Verity Trott e Scott Wright, Sluts and soyboys: MGTOW and the production of misogynistic online harassment, in New Media & Society, vol. 22, n. 10, 2020,  pp. 1903–1921, DOI:10.1177/1461444819887141, ISSN 1461-4448 (WC · ACNP).
6. 1 2 3 4 5 6 7 8  (EN) Debbie Ging, Alphas, Betas, and Incels: Theorizing the Masculinities of the Manosphere, in Men and Masculinities, vol. 22, n. 4, 2019, DOI:10.1177/1097184x17706401, ISSN 1097-184X (WC · ACNP).
7. 1 2 3  (EN) Lucy Nicholas e Christine Agius, The Persistence of Global Masculinism: Discourse, Gender and Neo-Colonial Re-Articulations of Violence, Palgrave Macmillan, 2018, ISBN 978-3-319-68360-7.
8. 1 2  (EN) Aaron Winter, Online Hate: From the Far-Right to the 'Alt-Right' and from the Margins to the Mainstream, in Karen Lumsden e Emily Harmer, Online Othering: Exploring Digital Violence and Discrimination on the Web., Palgrave Macmillan, 2019,  pp. 39–64, DOI:10.1007/978-3-030-12633-9_2, ISBN 978-3-03-012632-2.
9. ↑   Alberto Infante, Fenomeno Incel tra Dismorfofobia, Autismo e Abilismo – Parte I, su Istituto A.T. Beck, 14 giugno 2024. URL consultato il 26 marzo 2025.
10. ↑  (EN) Tracie Farrell, Miriam Fernandez, Jakub Novotny, Harith Alani, Exploring Misogyny across the Manosphere in Reddit, in WebSci '19: Proceedings of the 10th ACM Conference on Web Science, New York, Association for Computing Machinery,  pp. 87–96, DOI:10.1145/3292522.3326045, ISSN 978-1-4503-6202-3 (WC · ACNP).
11. 1 2 3  (EN) Helen Lewis, To Learn About the Far Right, Start With the ‘Manosphere’, su The Atlantic, 7 agosto 2019. URL consultato il 27 marzo 2025.
12. 1 2 3  (EN) Caitlin Dewey, Inside the ‘manosphere’ that inspired Santa Barbara shooter Elliot Rodger, in The Washington Post, 4 febbraio 2016. URL consultato il 27 marzo 2025.
13. ↑  (EN) Charlie Tye, Inside the warped world of incel extremists, su The Conversation, 16 agosto 2021. URL consultato il 28 marzo 2025.
14. 1 2 3  (EN) Donna Zuckerberg, Not All Dead White Men: Classics and Misogyny in the Digital Age, Cambridge, Harvard University Press, 2018, ISBN 978-0-674-97555-2, OCLC 1020311558.
15. 1 2 3 4  (EN) Manoel Horta Ribeiro, Jeremy Blackburn, Barry Bradlyn, et al., The Evolution of the Manosphere Across the Web, in Proceedings of the International AAAI Conference on Web and Social Media, vol. 15, Palo Alto, Association for the Advancement of Artificial Intelligence, 2021,  pp. 196–207, DOI:10.1609/icwsm.v15i1.18053, ISSN 2334-0770 (WC · ACNP).
16. ↑  (EN) Emma A. Jane, Systemic misogyny exposed: Translating Rapeglish from the Manosphere with a Random Rape Threat Generator, in International Journal of Cultural Studies, vol. 21, n. 6, 2018,  pp. 661–680, DOI:10.1177/1367877917734042, ISSN 1367-8779 (WC · ACNP).
17. ↑  (EN) Christine Fernando, Emboldened 'manosphere' accelerates threats and demeaning language toward women after US election, su AP, 30 novembre 2024. URL consultato il 27 marzo 2025.
18. 1 2 3  (EN) Alice E. Marwick e Robyn Caplan, Drinking male tears: language, the manosphere, and networked harassment, in Feminist Media Studies, vol. 18, n. 4, 2018,  pp. 543–559, DOI:10.1080/14680777.2018.1450568, ISSN 1468-0777 (WC · ACNP).
19. ↑  (EN) Angela Nagle, Kill All Normies: Online Culture Wars From 4Chan And Tumblr To Trump And The Alt-Right, Alresford, Zero Books, 2017, ISBN 978-1-78535-543-1.
20. ↑  (EN) Tracie Farrell, Oscar Araque, Miriam Fernandez, Harith Alani, On the use of Jargon and Word Embeddings to Explore Subculture within the Reddit's Manosphere, in WebSci '20: Proceedings of the 12th ACM Conference on Web Science, New York, Association for Computing Machinery, 2020,  pp. 221–230, DOI:10.1145/3394231.3397912, ISSN 978-1-4503-7989-2 (WC · ACNP), S2CID 219980233.
21. ↑  (EN) Robin Mamié, Manoel Horta Ribeiro e Robert West, Are Anti-Feminist Communities Gateways to the Far Right? Evidence from Reddit and YouTube, in WebSci '21: Proceedings of the 13th ACM Web Science Conference 2021, New York, Association for Computing Machinery., 2021,  pp. 139–147, DOI:10.1145/3447535.3462504, ISSN 978-1-4503-8330-1 (WC · ACNP), arXiv:2102.12837, S2CID 232045966..
22. ↑  (EN) Mikael Thalen, Reddit bans notorious anti-feminist subreddit 'Men Going Their Own Way', su The Daily Dot, 3 agosto 2021. URL consultato il 27 marzo 2025.
23. ↑  (EN) Tanya Basu, The “manosphere” is getting more toxic as angry men join the incels, su Massachusetts Institute of Technology (a cura di), MIT Technology Review, 7 febbraio 2020. URL consultato il 27 marzo 2025.
24. ↑  (EN) Libby Nelson, ‘It’s a way to retrieve your manhood’: a cultural explanation of the Santa Barbara shooting, su Vox, 29 maggio 2014. URL consultato il 27 marzo 2025.
25. ↑  (EN) Leader’s Suicide Brings Attention to Men’s Rights Movement, su splcenter.org, 1º marzo 2012. URL consultato il 27 marzo 2025.
26. ↑  (EN) Rachel Janik, "I laugh at the death of normies": How incels are celebrating the Toronto mass killing, su Southern Poverty Law Center, 24 aprile 2018. URL consultato il 27 marzo 2025.